# Шумаровка
Шумаровка — река в России, протекает по Некоузскому району Ярославской области. Длина реки составляет 21 км. Площадь водосборного бассейна — 55,3 км².

## Течение
Шумаровка начинается около деревни Раёво, протекая через эту деревню, течёт на восток на всём протяжении по плотно застроенной деревнями местности: Волково, Каплино, Грязовец, Беликово, Посошниково, Чуприяново, Грибово, Противье, Никулкино, Угол, Великово, Высоково, Полежаево, Спортково, Обрубово, Погорелка. Река практически не имеет притоков. Впадает в Рыбинское водохранилище южнее посёлка Борок.
При впадении в Рыбинское водохранилище образует узкий залив, в который выходит аналогичный залив бывшего левого притока ручья Сунога. Ручей Сунога течёт от деревень Малое и Большое Дьяконово и имеет длину, вместе с заливом около 2 км.

## Данные водного реестра
По данным государственного водного реестра России относится к Верхневолжскому бассейновому округу, водохозяйственный участок реки — Рыбинское водохранилище до Рыбинского гидроузла и впадающие в него реки, без рек Молога, Суда и Шексна от истока до Шекснинского гидроузла, речной подбассейн реки — Реки бассейна Рыбинского водохранилища. Речной бассейн реки — (Верхняя) Волга до Куйбышевского водохранилища (без бассейна Оки).
Код объекта в государственном водном реестре — 08010200412110000004736.